# Stauntonia crassifolia
Stauntonia crassifolia är en narrbuskeväxtart som först beskrevs av H.N.Qin, och fick sitt nu gällande namn av Christenh.. Stauntonia crassifolia ingår i släktet Stauntonia och familjen narrbuskeväxter. Inga underarter finns listade i Catalogue of Life.